# ストームバード
ストームバード (Storm Bird)とはアイルランドの競走馬および種牡馬である。1980年イギリス、アイルランドの2歳牡馬チャンピオンに輝いた。

## 出自
父ノーザンダンサーは同馬の項目を参照。母サウスオーシャン (South Ocean) 、全姉ノーザネット (Northernette) ともカナディアンオークスの優勝馬である。
1歳時にアメリカ合衆国で行われたセリ市において100万ドルという高値でロバート・サングスターに購入され、アイルランドの名伯楽であるヴィンセント・オブライエン調教師が管理した。

## 競走馬時代
2歳となった1980年にカラ競馬場でデビューすると6馬身差の圧勝で、同年は結局5戦全勝でイギリスとアイルランドの2歳牡馬チャンピオンに輝き、オブライエンもニジンスキーやザミンストレルよりも高く評価するほどの期待を受けていた。
しかしシーズンオフの間に何者かによりたてがみと尻尾の毛が刈り取られるという被害を受け、その後も脚部不安や発熱などのアクシデントが続き競走に使えず、凱旋門賞を目指して前哨戦のプランシュドランジュ賞に出走したが5着に敗れて引退した。この間に300万ドルという高値でシンジケートが組まれており、引退後は種牡馬となった。

### 年度別競走成績
- 1980年（5戦5勝）
  - デューハーストステークス（G1）、アングルシーステークス (G3) 、ナショナルステークス (G3) 、ラークスパーステークス (G3)
- 1981年（1戦0勝）

## 種牡馬時代
種牡馬入りしてからは名種牡馬ストームキャットを筆頭に、イギリスオークスやアイリッシュダービー勝ちの名牝バランシーン、プリークネスステークスを勝ったサマースコール(エーピーインディの半兄)などを輩出した。そのためストームバードの子孫たちをストームバード系としてノーザンダンサー系から独立したものとして扱うこともある。しかしストームキャット以外の系統は概ね衰退傾向にある。
1999年に受精能力減退のため種牡馬を引退、2004年に老衰のため死亡した。

### 代表産駒

#### 日本国外調教馬
- ストームキャット - ヤングアメリカステークス (G1)
- バランシーン - イギリスオークス (G1) 、アイリッシュダービー (G1)
- インディアンスキマー - ディアヌ賞 (G1)
- サマースコール - プリークネスステークス (G1)

ほか多数

#### 日本調教馬
- スキーキャプテン - きさらぎ賞（JRAG3）

## 血統表
| ストームバードの血統                | ストームバードの血統                  | ストームバードの血統 | （血統表の出典）      | （血統表の出典） |
| 父系                                | ノーザンダンサー系                    | ノーザンダンサー系   | ノーザンダンサー系    | [ § 2 ]          |
| 父 Northern Dancer 1961 鹿毛 カナダ | 父の父Nearctic 1954 青鹿毛 カナダ     | Nearco               | Pharos                | Pharos           |
| 父 Northern Dancer 1961 鹿毛 カナダ | 父の父Nearctic 1954 青鹿毛 カナダ     | Nearco               | Nogara                |                  |
| 父 Northern Dancer 1961 鹿毛 カナダ | 父の父Nearctic 1954 青鹿毛 カナダ     | Lady Angela          | Hyperion              | Hyperion         |
| 父 Northern Dancer 1961 鹿毛 カナダ | 父の父Nearctic 1954 青鹿毛 カナダ     | Lady Angela          | Sister Sarah          |                  |
| 父 Northern Dancer 1961 鹿毛 カナダ | 父の母Natalma 1957 鹿毛 カナダ        | Native Dancer        | Polynesian            | Polynesian       |
| 父 Northern Dancer 1961 鹿毛 カナダ | 父の母Natalma 1957 鹿毛 カナダ        | Native Dancer        | Geisha                |                  |
| 父 Northern Dancer 1961 鹿毛 カナダ | 父の母Natalma 1957 鹿毛 カナダ        | Almahmoud            | Mahmoud               | Mahmoud          |
| 父 Northern Dancer 1961 鹿毛 カナダ | 父の母Natalma 1957 鹿毛 カナダ        | Almahmoud            | Arbitrator            |                  |
| 母 South Ocean 1967 鹿毛 アメリカ   | 母の父New Providence 1956 鹿毛 カナダ | Bull Page            | Bull Lea              | Bull Lea         |
| 母 South Ocean 1967 鹿毛 アメリカ   | 母の父New Providence 1956 鹿毛 カナダ | Bull Page            | Our Page              |                  |
| 母 South Ocean 1967 鹿毛 アメリカ   | 母の父New Providence 1956 鹿毛 カナダ | Fair Colleen         | Preciptic             | Preciptic        |
| 母 South Ocean 1967 鹿毛 アメリカ   | 母の父New Providence 1956 鹿毛 カナダ | Fair Colleen         | Fairvale              |                  |
| 母 South Ocean 1967 鹿毛 アメリカ   | 母の母Shining Sun 1962 鹿毛 アメリカ  | Chop Chop            | Flares                | Flares           |
| 母 South Ocean 1967 鹿毛 アメリカ   | 母の母Shining Sun 1962 鹿毛 アメリカ  | Chop Chop            | Sceptical             |                  |
| 母 South Ocean 1967 鹿毛 アメリカ   | 母の母Shining Sun 1962 鹿毛 アメリカ  | Solar Display        | Sun Again             | Sun Again        |
| 母 South Ocean 1967 鹿毛 アメリカ   | 母の母Shining Sun 1962 鹿毛 アメリカ  | Solar Display        | Dark Display F-No.4-j |                  |
| 母系(F-No.)                         | 4号族(FN:4-j)                         | 4号族(FN:4-j)        | 4号族(FN:4-j)         | [ § 3 ]          |
| 5代内の近親交配                     | 5代内アウトブリード                   | 5代内アウトブリード  | 5代内アウトブリード   | [ § 4 ]          |
| 出典                                | 1. 2. 3. 4.                           | 1. 2. 3. 4.          | 1. 2. 3. 4.           | 1. 2. 3. 4.      |

- 全姉Northernetteは1977年カナディアンオークス勝ち馬。またその孫にトウショウナイト（2007年アルゼンチン共和国杯）、曾孫にアイコンテーラー（2023年JBCレディスクラシック）がいる。